# Odontomachus relictus
Odontomachus relictus es una especie de hormiga del género Odontomachus, familia Formicidae. Fue descrita científicamente por Deyrup & Cover en 2004.
Se distribuye por Estados Unidos. Se ha encontrado a elevaciones de hasta 500 metros. Habita en matorrales de pino.